# Klaus Schulze
Klaus Schulze (Berlim, 4 de agosto de 1947 – 26 de abril de 2022) foi um compositor e músico alemão de música eletrônica. Após uma breve carreira nas bandas Tangerine Dream e Ash Ra Tempel, tornou-se artista solo, lançando mais de quarenta álbuns.

## Biografia
Em 1969, Klaus Schulze era o baterista de uma das primeiras formações do Tangerine Dream para o álbum de estréia da banda, Electronic Meditation. No ano seguinte ele deixou o grupo para formar o Ash Ra Tempel com Manuel Göttsching. Em 1971, após um álbum com a banda, ele a deixou para tornar-se um artista solo. Klaus lançou seu álbum de estreia Irrlicht em 1972, com órgão e a gravação de uma orquestra. Apesar da falta de sintetizadores, esse trabalho é considerado como um marco na música eletrônica. Em seguida foi lançado Cyborg, similar mas com a adição de um sintetizador EMS Synthi A.
Schulze produz um som mais orgânico que outros artistas eletrônicos de sua época. Frequentemente ele produziu sons não eletrônicos como o violão usado no álbum Blackdance, ou o violoncelo usado em Dune e Trancefer.
Na década de 1980 ele trocou os equipamentos analógicos pelos digitais, tornando seu som mais acessível e menos experimental.
O músico incorporou elementos de jazz e música clássica, trabalhando com música eletrônica dançante através de gêneros como  o trance.
Schulze morreu em 26 de abril de 2022, aos 74 anos de idade.